# Семейство (математика)
Семейство или индексированное семейство — некоторая совокупность объектов, каждый из которых ассоциирован с индексом из некоторого индексного множества. Более формально, индексированное семейство представляет собой некоторую математическую функцию {\displaystyle x} вместе с её областью определения {\displaystyle I} и областью значений {\displaystyle X}. Множество {\displaystyle I} в таких обозначениях называется индексным (или просто индексом), а {\displaystyle X} — индексированным множествами семейства.

## Определение
Пусть {\displaystyle I} и {\displaystyle X} — некоторые множества, а {\displaystyle x} — сюръективная функция
{\displaystyle {\begin{aligned}x\colon I&\to X\\i&\mapsto x_{i}=x(i).\end{aligned}}}
Такое описание задаёт семейство элементов {\displaystyle X} индексированное множеством {\displaystyle I}, что также обозначается как {\displaystyle \{x_{i}\}_{i\in I}} или просто {\displaystyle \{x_{i}\}}. Индексное множество при этом не обязано быть счётным.

## Примеры

### Индексная нотация
При использовании индексной нотации индексированные элементы образуют семейство. Например, в следующем высказывании:
- Векторы {\displaystyle v_{1},\dots ,v_{n}} линейно независимы.

Неявно вводится семейство векторов {\textstyle \{v_{i}\}_{i\in \{1,\dots ,n\}}}. При этом важно, что речь идёт именно о семействе, а не о множестве, так как множества не упорядочены и говорить об {\displaystyle i}-м элементе множества было бы бессмысленно без заданной индексации. Кроме того, линейная независимость это свойство всей совокупности объектов, поэтому важно, что речь идёт именно о семействе, а не множестве векторов.

### Матрицы
В следующем высказывании:
- Матрица {\displaystyle A} невырождена если и только если её строки линейно независимы.

Как и в предыдущем высказывании, строки матрицы рассматриваются именно как семейство, а не как множества. Например, для следующей матрицы:
{\displaystyle A={\begin{bmatrix}1&1\\1&1\end{bmatrix}}.}
Множество её строк состоит из единственного элемента {\displaystyle (1,1)} и является линейно независимым, но матрица вырождена. В то же время семейство строк содержит два элемента и является линейно зависимым.

### Прочие примеры
Пусть через {\displaystyle {\bf {n}}} обозначается конечное множество {\displaystyle \{1,2,\dots ,n\}}, где {\displaystyle n} — положительное целое число.
- Упорядоченная пара — это семейство, индексированное двухэлементным множеством {\displaystyle {\bf {2}}=\{1,2\}}.
- Кортеж — это семейство, индексированное множеством {\displaystyle {\bf {n}}}.
- Последовательность — это семейство, индексированное натуральными числами.
- Матрица — это семейство, индексированно декартовым произведением {\displaystyle {\bf {n}}\times {\bf {m}}}.
- Направленность — это семейство, индексированное направленным множеством.

## Операции над семействами
Индексированные множества часто используются в суммах и подобных операциях. Например, если {\displaystyle \{a_{i}\}_{i\in I}} — это семейство чисел, то сумма всех таких чисел обозначается как
{\displaystyle \sum _{i\in I}a_{i}.}
Если {\displaystyle \{A_{i}\}_{i\in I}} — семейство множеств, то объединение всех элементов семейства обозначается как
{\displaystyle \bigcup _{i\in I}A_{i}.}
Аналогичным образом могут быть записаны пересечения и декартовы произведения всех элементов семейства.

## В теории категорий
Аналогом семейства в теории категорий являются диаграммы. Диаграмма — это функтор, определяющий семейство объектов категории {\displaystyle C}, индексированное некоторой другой категорией {\displaystyle J}, который также индексирует морфизмы категории.